# Hallencourt
Hallencourt és un municipi francès situat al departament del Somme i a la regió dels Alts de França. L'any 2007 tenia 1.387 habitants.

## Demografia

### Població

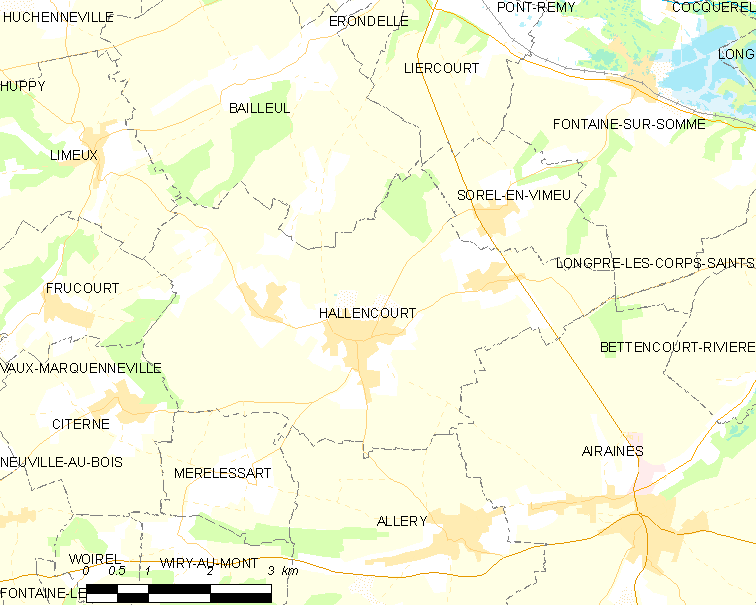
mapa del municipi

El 2007 la població de fet de Hallencourt era de 1.387 persones. Hi havia 546 famílies de les quals 148 eren unipersonals (52 homes vivint sols i 96 dones vivint soles), 171 parelles sense fills, 191 parelles amb fills i 36 famílies monoparentals amb fills.
La població ha evolucionat segons el següent gràfic:
Habitants censats

### Habitatges

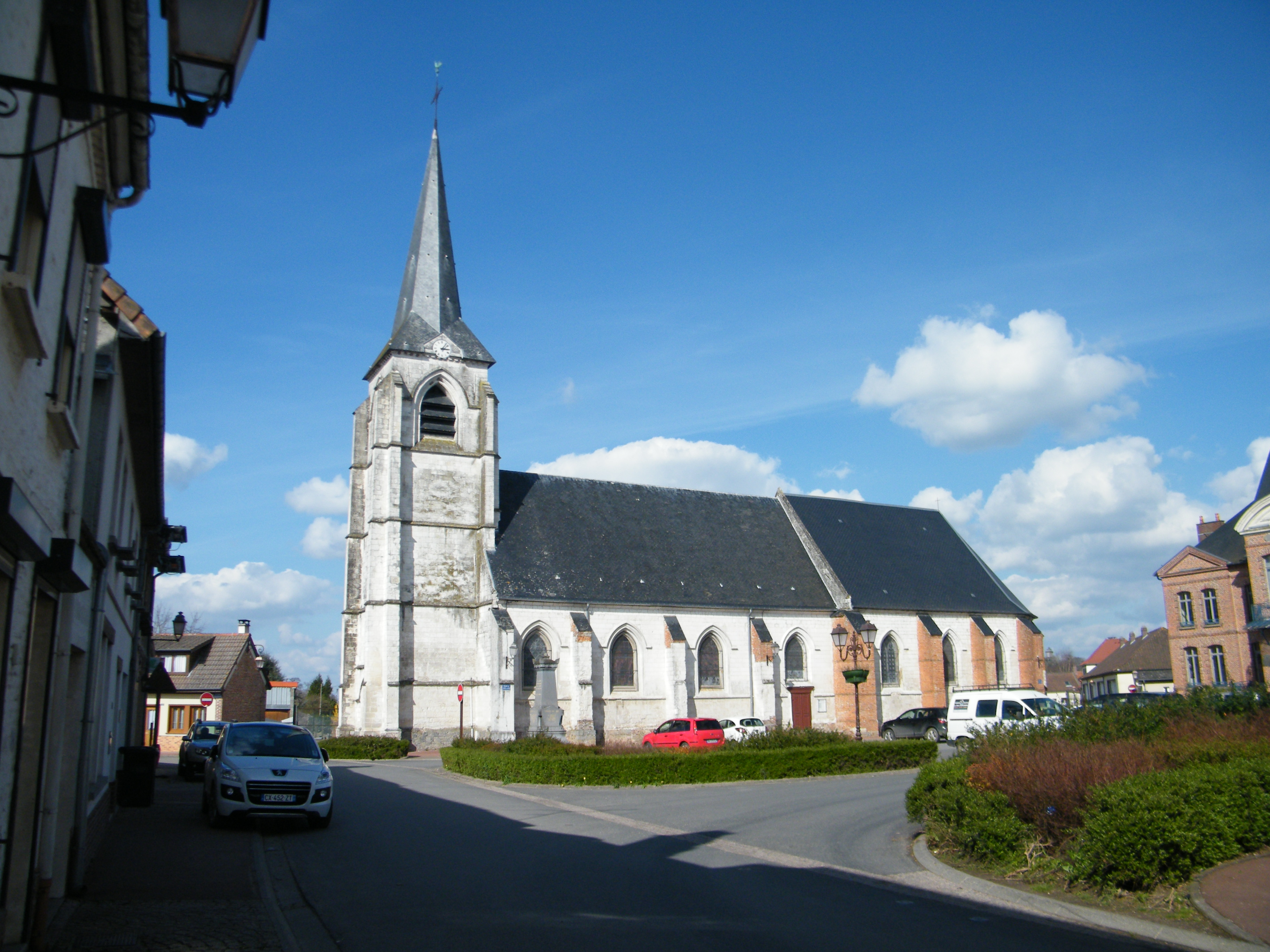
església

El 2007 hi havia 652 habitatges, 564 eren l'habitatge principal de la família, 40 eren segones residències i 48 estaven desocupats. 618 eren cases i 33 eren apartaments. Dels 564 habitatges principals, 432 estaven ocupats pels seus propietaris, 112 estaven llogats i ocupats pels llogaters i 20 estaven cedits a títol gratuït; 8 tenien una cambra, 32 en tenien dues, 86 en tenien tres, 139 en tenien quatre i 299 en tenien cinc o més. 376 habitatges disposaven pel capbaix d'una plaça de pàrquing. A 259 habitatges hi havia un automòbil i a 210 n'hi havia dos o més.

### Piràmide de població

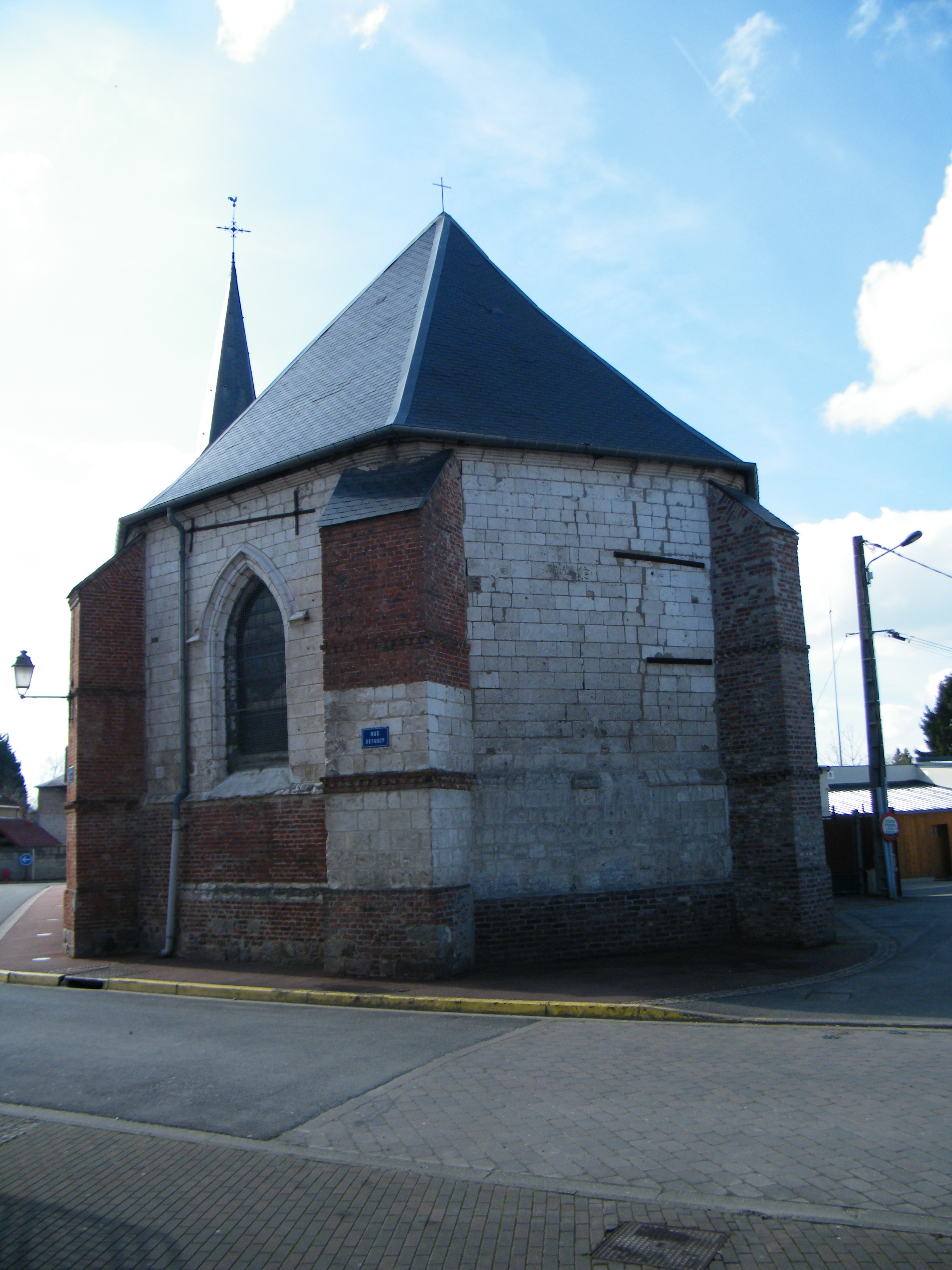

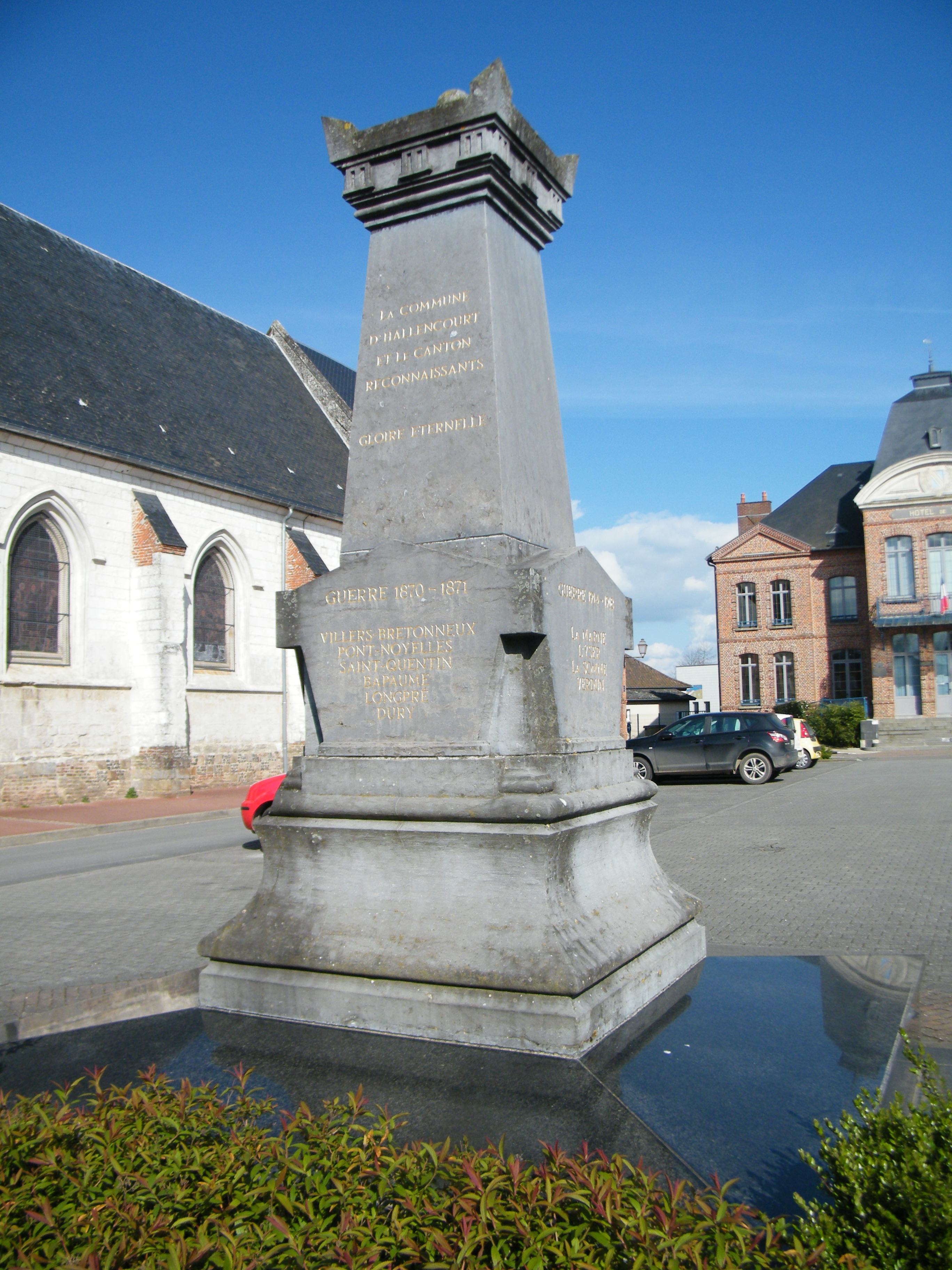

La piràmide de població per edats i sexe el 2009 era:
| Homes | Edats   | Dones |
| ----- | ------- | ----- |
| 0     | 95 o +  | 0     |
| 0     | 90 a 94 | 4     |
| 4     | 85 a 89 | 4     |
| 8     | 80 a 84 | 16    |
| 24    | 75 a 79 | 20    |
| 28    | 70 a 74 | 40    |
| 36    | 65 a 69 | 40    |
| 44    | 60 a 64 | 36    |
| 48    | 55 a 59 | 44    |
| 56    | 50 a 54 | 60    |
| 52    | 45 a 49 | 40    |
| 20    | 40 a 44 | 52    |
| 60    | 35 a 39 | 32    |
| 44    | 30 a 34 | 44    |
| 28    | 25 a 29 | 36    |
| 28    | 20 a 24 | 20    |
| 44    | 15 a 19 | 56    |
| 48    | 10 a 14 | 52    |
| 60    | 5 a 9   | 48    |
| 20    | 0 a 4   | 36    |

## Economia
El 2007 la població en edat de treballar era de 860 persones, 581 eren actives i 279 eren inactives. De les 581 persones actives 524 estaven ocupades (289 homes i 235 dones) i 57 estaven aturades (30 homes i 27 dones). De les 279 persones inactives 109 estaven jubilades, 72 estaven estudiant i 98 estaven classificades com a «altres inactius».

### Ingressos
El 2009 a Hallencourt hi havia 572 unitats fiscals que integraven 1.405,5 persones, la mediana anual d'ingressos fiscals per persona era de 15.469 €.

### Activitats econòmiques

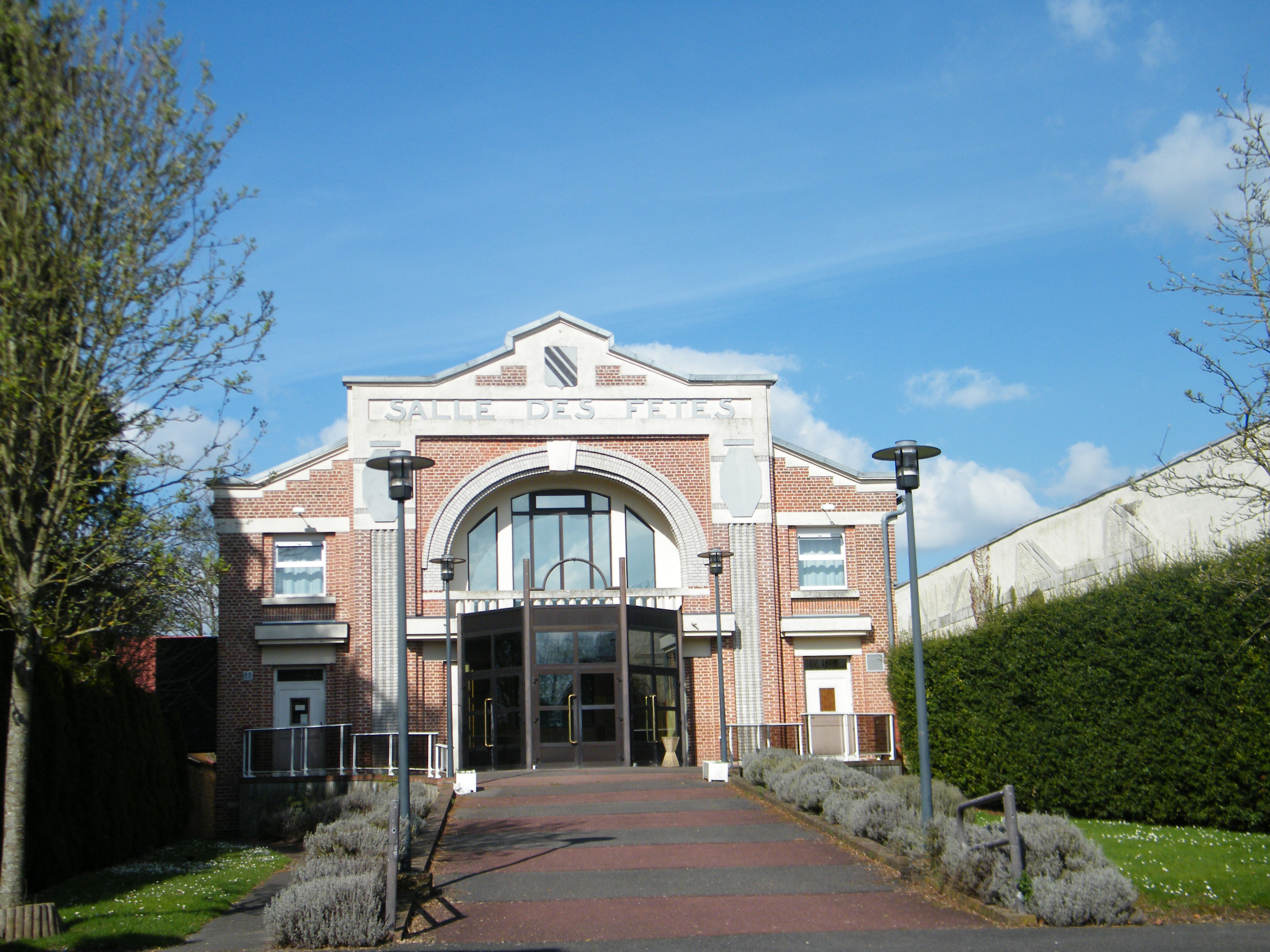

Dels 45 establiments que hi havia el 2007, 2 eren d'empreses extractives, 1 d'una empresa alimentària, 2 d'empreses de fabricació d'altres productes industrials, 5 d'empreses de construcció, 9 d'empreses de comerç i reparació d'automòbils, 6 d'empreses de transport, 2 d'empreses d'hostatgeria i restauració, 1 d'una empresa d'informació i comunicació, 3 d'empreses financeres, 6 d'empreses de serveis, 6 d'entitats de l'administració pública i 2 d'empreses classificades com a «altres activitats de serveis».
Dels 14 establiments de servei als particulars que hi havia el 2009, 1 era una oficina d'administració d'Hisenda pública, 1 gendarmeria, 1 oficina de correu, 1 una oficina bancària, 2 tallers de reparació d'automòbils i de material agrícola, 1 autoescola, 1 paleta, 1 fusteria, 3 lampisteries i 2 perruqueries.
Dels 5 establiments comercials que hi havia el 2009, 1 era una gran superfície de material de bricolatge, 1 una botiga de menys de 120 m², 1 una fleca, 1 una llibreria i 1 una joieria.
L'any 2000 a Hallencourt hi havia 31 explotacions agrícoles que ocupaven un total de 1.596 hectàrees.

## Equipaments sanitaris i escolars
L'únic equipament sanitari que hi havia el 2009 era una farmàcia.
El 2009 hi havia 1 escola maternal i 1 escola elemental.

## Poblacions més properes

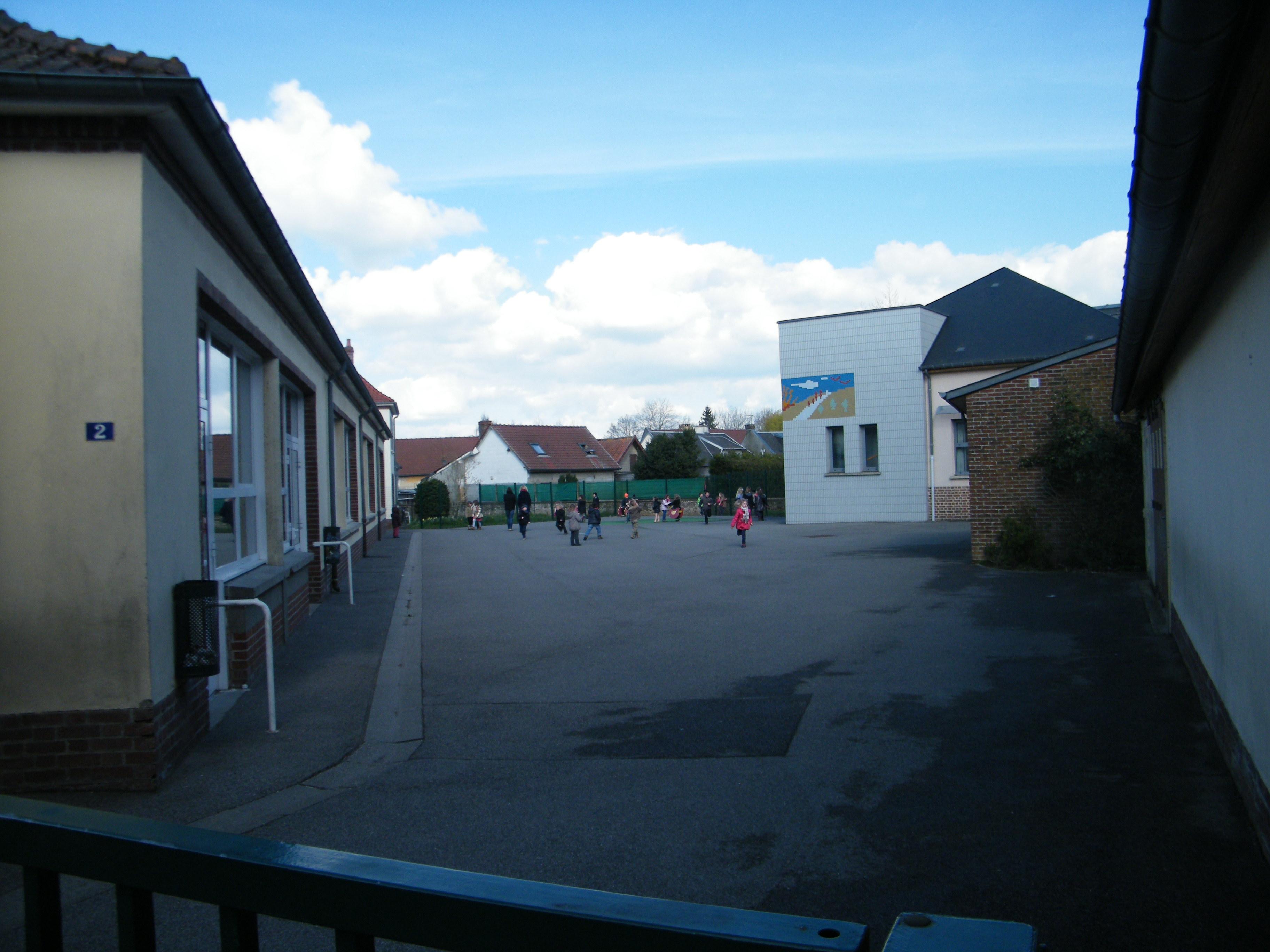

El següent diagrama mostra les poblacions més properes.